# Malsta distrikt
Malsta distrikt är ett distrikt i Norrtälje kommun och Stockholms län. 
Distriktet ligger nordväst om Norrtälje. 

## Tidigare administrativ tillhörighet
Distriktet inrättades 2016 och utgörs av socknen Malsta i Norrtälje kommun.
Området motsvarar den omfattning Malsta församling hade vid årsskiftet 1999/2000.